# Castelos de Villandraut

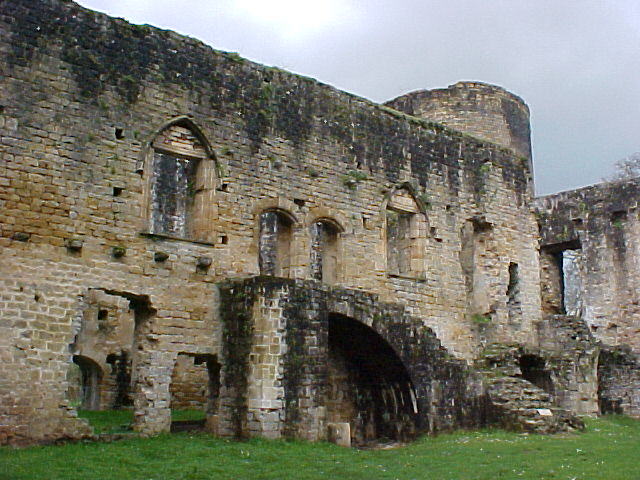
Quartos domésticos

O Castelo de Villandraut é um castelo em ruínas na comuna de Villandraut, no departamento de Gironde, na França.
O castelo foi construído por Bertrand de Goth quando ele foi eleito Papa com o nome de Clemente V.
O castelo está classificado desde 1886 como monumento histórico pelo Ministério da Cultura da França.